# Stuart Piggott
Stuart Ernest Piggott, född 28 maj 1910 i Petersfield, Hampshire, död 23 september 1996 i Wantage, Oxfordshire, var en brittisk arkeolog och forntidshistoriker.
Piggott är mest känd för sina utgrävningar av fyndplatser i västra England, däribland Avebury i Wiltshire.